# Баотоу (станція)

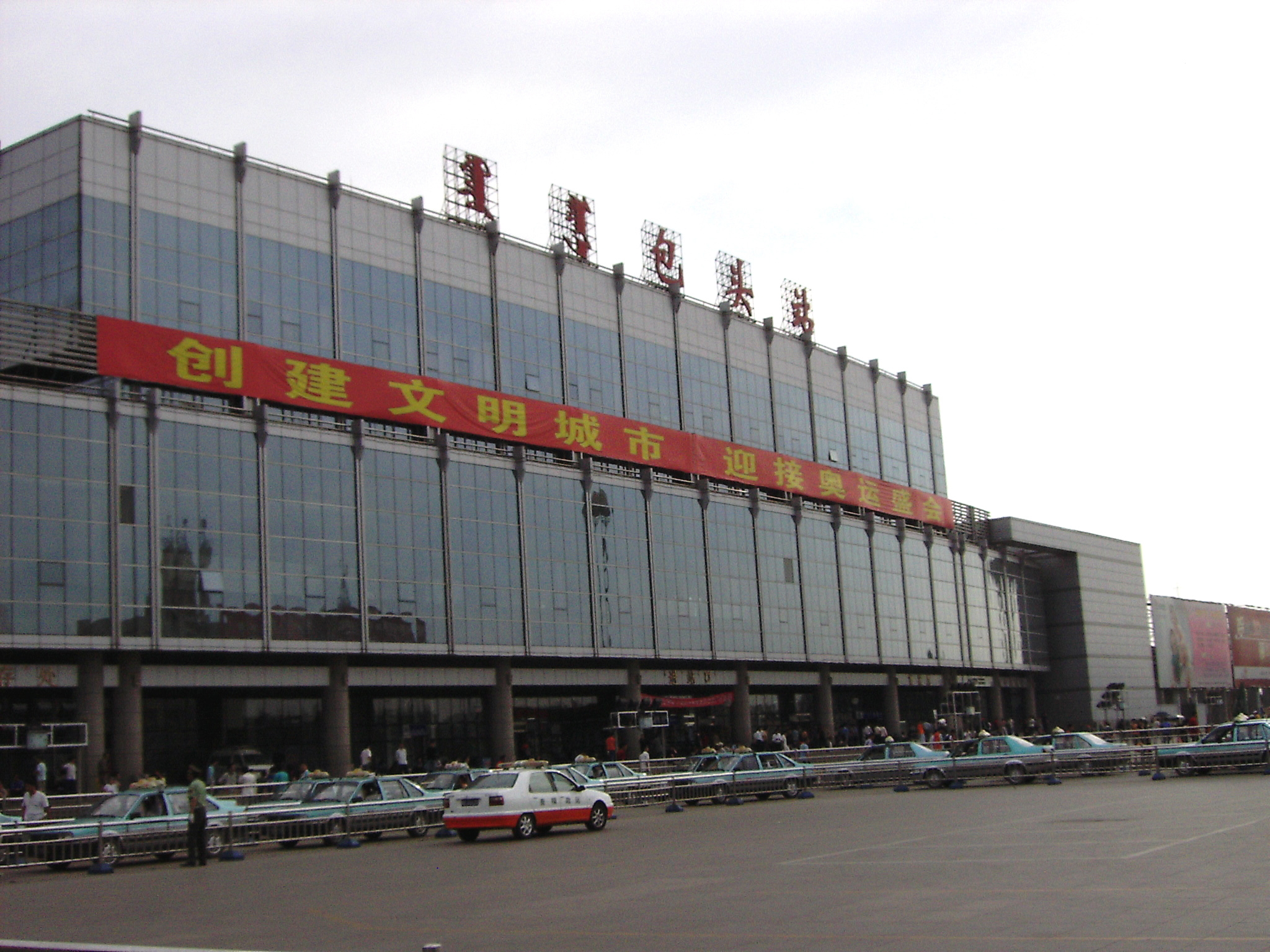

40°36′18″ пн. ш. 109°49′49″ сх. д. / 40.605° пн. ш. 109.83027778° сх. д.
Баотоу (кит. 包頭站, пін. Bāotóu Zhàn) — вузлова залізнична станція в КНР.
Розташована в районі Цзююань міського округу Баотоу (автономний район Внутрішня Монголія).
Від станції відходять лінії на:
- на Цзінін-Південний (Пекін-Баотоуська залізниця, 335 км);
- на Гуїнпань (Цзінін-Баотоуська залізниця, 342 км);
- на Шеньму (Баотоу-Шеньмуська залізниця);
- на Ганьцімаоду (Ганьцімаоду-Ваньшуйцюаньська лінія, 362 км);
- на Ордос (Баотоу-Сіаньська залізниця, 121 км);
- на Ліньхе (Цзінін-Баотоуська і Баотоу-Ланьчжоуська залізниці, 218 км);
- на Баян-Обо (Баотоу-Баян-Обоська залізниця, 159 км).